# Csopak
Csopak è un comune dell'Ungheria di 1.577 abitanti (dati 2001). È situato nella contea di Veszprém.

## Amministrazione

### Gemellaggi
- Sovata, Romania
- Myślenice, Polonia
- Ortovero, Italia